# 221 (nombre)
Cet article concerne le nombre 221. Pour l'année, voir 221.
221 (deux cent vingt-et-un) est l'entier naturel qui suit 220 et qui précède 222.

## En mathématiques
Deux cent vingt-et-un est :
- la somme de cinq nombres premiers consécutifs (37 + 41 + 43 + 47 + 53).
- la somme de neuf nombres premiers consécutifs (11 + 13 + 17 + 19 + 23 + 29 + 31 + 37 + 41).
- le produit de 13 par 17.
- un nombre carré centré.
- la fonction de Mertens retourne 5, un record élevé qui tient jusqu'au nombre 554.

## Dans d'autres domaines
Deux cent vingt-et-un est aussi :
- le code de statut SMTP pour fermeture du service du canal de transmission.
- dans les mystères de Sherlock Holmes d'Arthur Conan Doyle, le numéro de la maison 221B sur la rue Baker, où ont vécu Sherlock Holmes et Docteur Watson pour plusieurs années avec Madame Hudson pour propriétaire.
- Années historiques : -221, 221